# 别斯兰人质危机
別斯蘭恐襲（俄語：Террористический акт в Беслане），中文媒体通稱「别斯兰人质危机」、“别斯兰人质事件”，该事件是指2004年9月1日，车臣分离主义武装分子在俄罗斯南部北奥塞梯共和国别斯兰市第一中学制造的一個劫持学生、教师和家长作为人质的恐怖活动，到2004年9月3日事件基本结束。
俄罗斯总统顾问乌斯季诺夫2004年9月8日向俄罗斯总统普京汇报了人质事件的初步调查结果。根据已掌握的情况，事件中有1200多人被劫为人质，人质死亡314人，有727人在医院接受治疗；31名恐怖分子被击毙，一个名叫努尔-帕希·库拉耶夫的恐怖分子被活捉并接受审讯；另据俄罗斯教育和科学部长富尔先科2004年9月5日在接受“莫斯科迴聲”电台采访时说，人质事件包括59名教师；仍有60多名专家继续对这起事件做进一步的调查。
俄罗斯国际文传电讯社2004年9月8日报道，俄罗斯联邦安全局宣布悬赏3亿卢布（约1千万美元）以求获取任何导致抓获或者消灭车臣叛军首领马斯哈多夫以及沙米尔·巴萨耶夫的情报。
据2004年9月17日英国广播公司报道，里亚杜斯－萨利欣组织在一个反叛力量互联网站以沙米尔·巴萨耶夫的名义刊登声明说，是他们策动了别斯兰学校的攻击行动。并宣称在别斯兰镇的行动是第二营烈士在奥斯特科耶夫指挥下进行的。巴萨耶夫把导致人质死亡的责任归咎于俄罗斯总统普京。他说，人质死亡是在俄罗斯特种部队在9月3日突击人质所在建筑物时发生的。
马斯哈多夫后于2005年3月8日在一次战斗中被自己的保镖打死。也有说法是说他是在面临绝路时命令保镖将自己打死，以避免落入敌军之手。2006年7月9日，巴萨耶夫被两名化妆成地下军火商的俄罗斯特工引爆遥控炸弹炸死。

## 简介

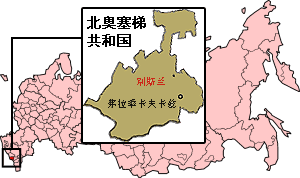
北奥塞梯共和国别斯兰市位置图

2004年9月1日为俄罗斯的开学日，当天上午9时30分左右，一伙头戴面罩、身份不明的武装分子突然闯入俄罗斯南部北奥塞梯共和国别斯兰市第一中学，将刚参加完新学期开学典礼的大部分学生、家长和教师赶进学校体育馆劫为人质，并在体育馆中及周围放置爆炸物，有一小部分人质被关押在其他地方。
到9月3日下午，事件持续约56个小时后宣告基本结束。事發当天俄罗斯官员说，在武装分子攻佔学校的过程中有16人死亡。被武装分子扣押的人质高达1,200多人，其中70%是儿童。死亡的人质中，一部分人是被恐怖分子开枪打死的，另外一部分人是被恐怖分子引爆的爆炸装置炸死或建筑物坍塌压死的。
但是2007年有媒体报道，别斯兰罹难者家属经调查认为，官方所说俄罗斯特种部队因体育馆内引爆炸弹而衝入其中的说法並不可信。俄罗斯安全人员不顾学生和教师的生命安全，从外部发射火箭或迫击炮炸毁墙壁强行攻入的说法更能令人信服。

## 經过
北奥塞梯临近车臣，该地区多次发生车臣恐怖袭击事件。1995年车臣叛軍領袖巴萨耶夫率领的武装分子在俄南部佔据一間医院，并脅持2,000名人质，在与俄军对峙的6天中，大约100人丧生；2003年8月1日，位于北奥塞梯的莫兹多克镇的一間俄军事医院曾遭受汽车炸弹袭击，导致30多人丧生，数十人受伤。
这次事件俄罗斯谈判代表有北奥塞梯共和国总统扎索霍夫、著名小儿科医生罗沙利及普京总统车臣顾问阿斯哈诺夫等人，解决人质危机主角为阿尔法特种部队。到9月2日下午，劫持者一直未提出释放人质的具体要求，学校外有上千名人质家属苦候，他们主要为当地奥塞梯族与车臣族人，为北高加索山区的强悍民族，如果他们的亲人无辜受害，当地民众会有自发性的报复行动。俄官方事先并没有武力解救人质的计划，而是想继续通过谈判解决问题，但人质扣押者蓄意造成武装对抗的结局。到9月3日下午1时10分，俄紧急情况部人员经绑匪同意进入学校往外运送被打死的人质尸体时，学校内响起数次爆炸聲。许多人质开始外逃，绑匪随即向逃跑的人质开枪，另有几名绑匪试图混入人质中。俄军立即朝绑匪开火，并随即衝进学校大楼，展开解救行动。
- 9月1日俄罗斯学校新学期开学。
  - 约9:30，一伙身份不明的武装分子佔领学校，并与警察交火，据报道至少有2～8人死亡，12人受伤；
  - 10:50，俄罗斯媒体报道，武装分子腰缠自杀腰带；
  - 正午，传来枪声和爆炸声；部分来参加开学典礼的父亲和学校男性教师在15号教室被射杀，遗体被从楼上扔了下去；
  - 下午4:40，俄罗斯媒体报道，武装分子释放15名儿童。俄罗斯政府表示至少12名儿童和1名成人从学校逃出，他们之所以能逃出来是因为藏在锅炉房里；
  - 晚上7:30，俄罗斯联邦政府已经和武装人员展开对话；
- 9月2日
  - 上午10:15，克里姆林宫宣布普京总统已经取消原定出访土耳其的计划；
  - 下午2点，俄罗斯联邦总统首次就事件发表讲话，表示当前最主要的任务是解救人质；印古什共和国前总统等人與劫持者对话；
  - 下午4:45，俄罗斯官员说劫持者释放了26名妇女和儿童；人质事件两天来释放第一批人质；被释放的人质萨里纳·泽达罗娃说，有15至20名壮年男子被武装人员杀害；
- 9月3日
  - 凌晨1点后听到两声爆炸声。俄官方称是劫持者发射的枪榴弹；据报道一名警察受伤；
  - 普京中午与约旦国王阿卜杜拉二世会面；
  - 下午1:10，学校附近传出两次爆炸和持续的自动步枪射击声；俄媒体报道称，一群人质从学校中逃出，武装分子向逃散的人质开枪射击，学校屋顶部分坍塌；俄军倉促展開人質解救行动（先前计划的突入行动被迫全部推翻），武装分子向人质开枪，亦有家长持枪冲进校内；
  - 3点左右，被困於学校体育馆内的人质全被救出，五名劫持者被擊斃；
  - 人群中愤怒情绪蔓延，大约200人对一名肤色较深、有车臣人特征的男子施襲，直至警察前来干预，鸣枪驱散人群；
- 9月4日
  - 凌晨，普京前往别斯兰医院看望伤者。[6]返回莫斯科后，普京下令9月6日至7日為全国哀悼日。[7]

### 傷亡
总计死亡358人。
- 车臣分离主义武装分子：31名极端武装分子被击毙，1人被活捉。
- 人質：186名学生死亡，111名家属和学生亲戚死亡，17名教职工死亡。人質总计死亡313人
- 政府：2名紧急情况部成员死亡，10名FSB特别用途中心成员阵亡，1名内务部成员死亡。

## 国际反响
事发当日，马来西亚首相阿都拉·巴达威发表讲话，强调马来西亚坚持反对恐怖主义的原则；9月2日，阿塞拜疆总统阿利耶夫表示这是一起恐怖事件，强调共同打击恐怖主义；亚美尼亚总统科恰良、法国总统希拉克致电俄总统普京表示对俄北奥塞梯劫持人质事件的受害者表示声援。白俄罗斯和爱沙尼亚、德国、韩国纷纷发表讲话或声明，谴责这一恐怖行径；北约秘书长夏侯雅伯、上海合作组织秘书长张德广分别发表声明强烈谴责这一针对无辜平民的这一残忍事件，中国国家主席胡锦涛致电俄总统普京，强烈谴责这些针对无辜平民的恐怖事件。9月3日中国外交部发言人孔泉发表谈话表示中国支持俄罗斯政府为打击恐怖主义所作的努力；美国白宫和美国总统乔治·沃克·布什分别发表谈话和声明进行谴责，联合国秘书长科菲·安南发表声明，再次重申反对一切形式的恐怖活动。

## 善后与调查
9月4日凌晨2点左右，俄罗斯当局派出两架专机接载危重病人前往莫斯科的国防部医院抢救，俄罗斯政府决定為伤亡人员提供补助；俄罗斯总统普京下令封锁北奥塞梯边境，搜捕在逃绑匪。
俄罗斯副总检察长弗里金斯基5日宣布，32名恐怖分子参加了别斯兰市第一中学劫持人质事件，目前只有部分被打死的恐怖分子身份得到確認，確認工作仍在進行。另据俄塔社５日报道，北奥塞梯护法机关有关人士说参与劫持人质事件的恐怖分子的准确人数正在统计，但根据倖存者的讲述以及被抓获的恐怖分子的供词等情况来看，劫匪有35名。俄罗斯国家电视台9月６日晚播放了被捕绑匪努尔-帕希·库拉耶夫的录像。库拉耶夫称，一名绰号为“上校”的人——即鲁斯兰·胡奇巴罗夫宣布，他们要佔领别斯兰一間学校，这是马斯哈多夫和车臣反政府武装另一重要头目巴萨耶夫直接下达的命令，目的是在整个高加索地区发动战争。
2005年12月，负责调查惨剧的俄罗斯检察官员发表报告说，政府当局在处理事件时没有犯错。
2006年12月22日，俄罗斯议会专门负责调查别斯兰人质事件的委员会公布的正式调查报告指出，俄有关方面在防範恐怖袭击和解救人质过程中存在一些严重问题和不足。
据媒体报道称，别斯兰获得的外来援助资金的绝大部分都已进入非法渠道，一名银行家遭到谋杀，一名会计员失蹤。

## 对俄罗斯政府的批评

### 政府无能

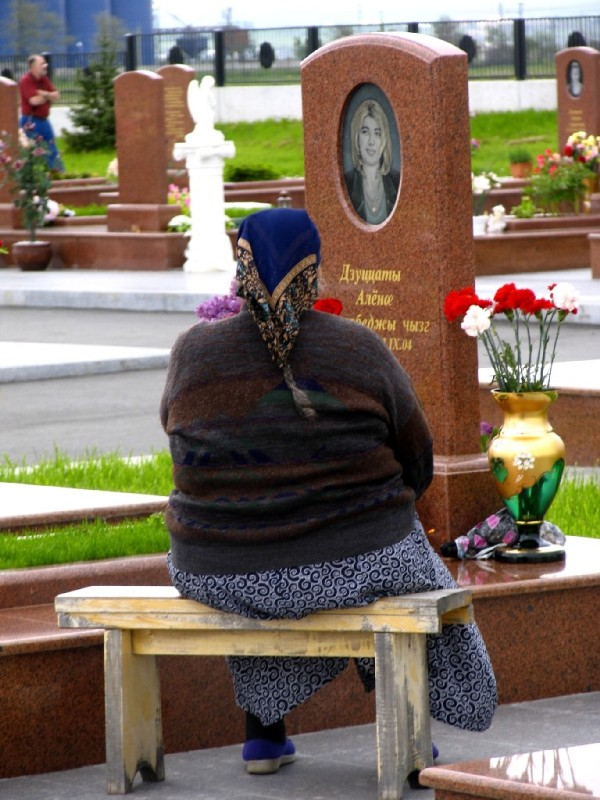
别斯兰母亲在墓地

由普京控制的攻击行动遭受大量批评，这其中包括「别斯兰母亲」和「别斯兰之声」。欧盟也开始批评。
批评者中包括幸存者和死难者家属，他们认为在对学校的强攻中使用火箭推进榴弹和坦克炮是野蛮而不必要的。还有批评认为政府没有认真与绑架者进行谈判，而且有意向媒体提供错误和前後不一的情况报告。当地领导人被批评允许强攻。俄罗斯特种部队的专业水准也被质疑。行动指挥者因为平民的混入和武装分子的脱逃而被批评对现场的安全失去控制。
通常情况下，批评都被俄罗斯政府否认。作为审判Kulayev的起诉人，Nikolai Shepel将军认为安全部队在处理人质危机时没有犯错。“根据审判的结论，专家委员会没有发现有任何引起有害后果的违规行为”，Shepel说。
但是，普京承认在处理危机的专业性上和了解上存在不足。 北奥塞梯领导人Alexander Dzasokhov於2005年5月31日在“别斯兰母亲们”向普京施压，要求对他免职后宣布辞职。北奥赛梯内务部长Kazbek Dzantiev在危机结束后也很快請辞。同时普京也解除了FSB奥赛梯分局领导人Valery Andreyev的职务，他承认曾经亲自下令对学校展开突袭。
为应对龐大的质疑，俄罗斯政府展开了一项由Alexander Torshin领导的议会调查，在2005年12月公開报告把责任歸咎在当地官员的“大量失误和缺点”上。另一项由Stanislav Kesayev领导的独立调查在2005年12月29日發表结论，指出政府官员和军队指挥官对危机的处理糟糕。
2007年8月，别斯兰真相（页面存档备份，存于）网站引用警方通信记录声称政府在危机发生前就已经知情。

### 新闻审查
根据一些记者的批评，因为俄罗斯政府的原因，他们未能在危机发生时抵达别斯兰，其中包括三名外国记者被逮捕，採訪材料被没收。自由欧洲电台俄罗斯记者Andrey Babitsky在伏努科沃机场发生所谓的争執后，被控“骚乱”罪名，被判处5天监禁；而据莫斯科媒体调查，有两名男子被要求与Babitsky挑起争斗。晚些，Novaya Gazeta的女记者Anna Politkovskaya在飞往顿河畔罗斯托夫的飞机上因为中毒陷入昏迷。

#### 別斯兰母亲
2007年7月，“别斯兰母亲”（别斯兰遇难者的母亲与亲属组成的委员会）要求俄罗斯国家安全局把别斯兰事件中的音像资料解密，认为调查中不涉及机密。但是她们的要求没有得到回應。同月，“别斯兰母亲们”公布一份从匿名者手中得到的官方录像，她们说录像证明，俄罗斯安全部队在向被佔领的建筑发射两枚榴弹后开始了屠杀（这份录像被保密了将近三年，内容显示检察官和军事专家正在讨论别斯兰事件中使用的军用炸弹）。

### 欧洲法院的指控
2007年8月26日，89名死难者亲属向欧洲人权法庭对俄罗斯提出指控。起诉者声称他们的权利在人质被扣压时以及随后的审讯中被侵犯。